# Kostel svatého Havla (Čejetice)
Kostel svatého Havla v Čejeticích je filiální kostel římskokatolické farnosti Štěkeň a kulturní památka. Památkově chráněn je celý areál s hřbitovem kolem kostela a s původní ohradní zdí s branou. Novější části ohradní zdi, které ohraničují hřbitov, nejsou předmětem památkové ochrany.

## Historie
Kostel pochází z 2. poloviny 13. století. Postaven byl z lomového kamene v raně gotickém stylu, koncem 17. století byl upraven v barokním stylu.  Při opravě (rekonstrukci) kostela, skončené v roce 2023, byly nalezeny a restaurovány zlomky nástěnných maleb ze 3. čtvrtiny 14. století.

## Popis
Kostel je jednolodní, kostelní loď má plochý strop. Kněžiště je pravoúhle zakončené, má křížovou klenbu. Věž je hranolová, jsou v ní úzká okénka (střílny).
Hlavní oltář pochází z roku 1888, sochy klečících andělů z 1. poloviny 16. století. Na kazatelně z 2. poloviny 17. století jsou sošky evangelistů. Socha svatého Havla pochází z 2. poloviny 15. století. Kruchta kostela je dřevěná. Na kostelní zdi je náhrobek z 18. století.